# 杜诚
杜诚（1937年—），男，中华人民共和国政治人物，曾任中共安徽省委常委、宣传部部长，安徽省政协副主席，第九届全国政协委员。